# Lijst van rijksmonumenten in Burgwallen-Oude Zijde
Dit is een overzicht van de rijksmonumenten in de Burgwallen-Oude Zijde. 
| Object | Oorspronkelijke functie?  | Bouwjaar                                    | Architect                     | Locatie                                                                 | Coördinaten?                  | Nr.?   | Afbeelding |
| --- | ------------------------- | ------------------------------------------- | ----------------------------- | ----------------------------------------------------------------------- | ----------------------------- | ------ | --- |
| Hoekhuis met twee ingangen met stoep aan de Guldehandsteeg | Gebouw                    | 17e of 18e eeuw                             |                               | Guldehandsteeg 11                                                       | 52° 22' 33" NB, 4° 53' 55" OL | 1274   | Hoekhuis met twee ingangen met stoep aan de Guldehandsteeg |
| Pand met trapgevel versierd in de trant met kleine boogblokjes | Gebouw                    | tweede kwart 17e eeuw                       |                               | Heintje Hoekssteeg 26                                                   | 52° 22' 31" NB, 4° 53' 57" OL | 1495   | Upload foto |
| Pakhuis | Gebouw                    | waarschijnlijk 17e eeuw                     |                               | Oudezijds Kolk 3                                                        | 52° 22' 34" NB, 4° 54' 6" OL  | 3082   | Meer afbeeldingen |
| Pand met achtergevel van Geldersekade 8, typische achterhuisgevel met bovenbouw onder punttop | Gebouw                    | 17e eeuw (kern) 18e eeuw (bovenbouw)        |                               | Oudezijds Kolk 1                                                        | 52° 22' 34" NB, 4° 54' 7" OL  | 3083   | Meer afbeeldingen |
| Pakhuis | Gebouw                    | 1617 (ankers)                               |                               | Oudezijds Kolk 5                                                        | 52° 22' 34" NB, 4° 54' 5" OL  | 3084   | Meer afbeeldingen |
| Keulen | Gebouw                    | 18e eeuw                                    |                               | Oudezijds Kolk 7                                                        | 52° 22' 34" NB, 4° 54' 5" OL  | 3085   | Meer afbeeldingen |
| Pakhuis met punttop bekroonde gevel | Gebouw                    | 19e eeuw                                    |                               | Oudezijds Kolk 9                                                        | 52° 22' 34" NB, 4° 54' 5" OL  | 3086   | Meer afbeeldingen |
| D' Blouhoorn | Gebouw                    | 172x                                        |                               | Oudezijds Kolk 13                                                       | 52° 22' 33" NB, 4° 54' 4" OL  | 3087   | Meer afbeeldingen |
| Pakhuis met puntgevel | Woonhuis                  | 18e eeuw                                    |                               | Oudezijds Kolk 59,63,67,69                                              | 52° 22' 33" NB, 4° 54' 3" OL  | 3088   | Upload foto |
| In de kern ouder huis met gevel onder rechte lijst met druiventrossen | Woonhuis                  | 1859                                        |                               | Oudezijds Kolk 71,73,79,85                                              | 52° 22' 33" NB, 4° 54' 3" OL  | 3089   | In de kern ouder huis met gevel onder rechte lijst met druiventrossen |
| Pakhuis met onregelmatige puntgevel | Gebouw                    | 17e/18e eeuw                                |                               | Oudezijds Kolk 28                                                       | 52° 22' 34" NB, 4° 54' 3" OL  | 3090   | Upload foto |
| Pand met gevel onder tweemaal ingezwenkte klokvormige top | Gebouw                    | 18e/19e eeuw                                |                               | Nieuwebrugsteeg 3                                                       | 52° 22' 35" NB, 4° 53' 58" OL | 3740   | Pand met gevel onder tweemaal ingezwenkte klokvormige top |
| Huis met gevel onder betrekkelijk nieuwe punttop | Gebouw                    | 17e eeuw (huis) 18e eeuw (gevel)            |                               | Nieuwebrugsteeg 5                                                       | 52° 22' 35" NB, 4° 53' 58" OL | 3741   | Huis met gevel onder betrekkelijk nieuwe punttop |
| Pand met gevel onder betrekkelijk nieuwe punttop | Gebouw                    | 17e eeuw (gevel)                            |                               | Nieuwebrugsteeg 7                                                       | 52° 22' 35" NB, 4° 53' 58" OL | 3742   | Pand met gevel onder betrekkelijk nieuwe punttop |
| Huis, vanwege de zandstenen onderdelen van de gevelhals | Gebouw                    | derde kwart 17e eeuw                        |                               | Nieuwebrugsteeg 11                                                      | 52° 22' 35" NB, 4° 53' 59" OL | 3743   | Huis, vanwege de zandstenen onderdelen van de gevelhals |
| Hoekhuis met trapgevel | Gebouw                    | 1619                                        |                               | Nieuwebrugsteeg 13 en Sint Olofspoort 4                                 | 52° 22' 35" NB, 4° 53' 59" OL | 3744   | Meer afbeeldingen |
| Hoekhuis met gevel onder klokvormige top met rollagen | Gebouw                    | 18e eeuw (gevel) 19e eeuw (rollagen)        |                               | Nieuwebrugsteeg 15 en Sint Olofspoort 9                                 | 52° 22' 34" NB, 4° 53' 59" OL | 3745   | Meer afbeeldingen |
| Hoekhuis waarvan de voorgevel is voorzien van een klokvormige top onder rollagen | Woonhuis                  | 18e eeuw                                    |                               | Nieuwebrugsteeg 25 en Sint Olofssteeg 6                                 | 52° 22' 33" NB, 4° 54' 1" OL  | 3746   | Meer afbeeldingen |
| Hoekhuis met trapgevel, voorzien van sobere blokjesversiering | Gebouw                    | 17e/19e eeuw                                |                               | Sint Olofspoort 1                                                       | 52° 22' 35" NB, 4° 53' 60" OL | 5485   | Meer afbeeldingen |
| Pand met klokgevel van s-vormige silhouet | Gebouw                    | 18e eeuw                                    |                               | Sint Olofspoort 2                                                       | 52° 22' 35" NB, 4° 53' 59" OL | 5486   | Pand met klokgevel van s-vormige silhouet |
| Pand met gave, zeer smalle gevel onder verhoogde lijst | Gebouw                    | 18e eeuw                                    |                               | Sint Olofspoort 3                                                       | 52° 22' 35" NB, 4° 53' 60" OL | 5487   | Pand met gave, zeer smalle gevel onder verhoogde lijst |
| Behorende bij Nieuwebrugsteeg 13? | Gebouw                    | 18e eeuw                                    |                               | Sint Olofspoort 4                                                       | 52° 22' 35" NB, 4° 53' 59" OL | 5488   | Meer afbeeldingen |
| Pand met gevel, onder echte lijst | Gebouw                    | 18e/19e eeuw                                |                               | Sint Olofspoort 5                                                       | 52° 22' 35" NB, 4° 53' 59" OL | 5489   | Pand met gevel, onder echte lijst |
| Pand met gevel onder rechte lijst | Gebouw                    | 18e/19e eeuw                                |                               | Sint Olofspoort 7                                                       | 52° 22' 34" NB, 4° 53' 59" OL | 5490   | Pand met gevel onder rechte lijst |
| Groep etagewoningen goede roedenverdeling | Gebouw                    | 18e/19e eeuw                                |                               | Sint Olofssteeg 11 t/m 23                                               | 52° 22' 33" NB, 4° 54' 1" OL  | 5491   | Meer afbeeldingen |
| Achterste deel van Zeedijk 10, doch aparte woning | Gebouw                    | mogelijk 17e eeuw (kern)                    |                               | Sint Olofssteeg 2                                                       | 52° 22' 33" NB, 4° 54' 1" OL  | 5492   | Achterste deel van Zeedijk 10, doch aparte woning |
| Op bolle puibalk overgebouwde gevel onder eenvoudige klokvormige top | Gebouw                    | 17e/18e eeuw                                |                               | Sint Olofssteeg 8A;B                                                    | 52° 22' 33" NB, 4° 54' 0" OL  | 5493   | Meer afbeeldingen |
| Twee huizen achter een gezamenlijke gevel met in- en uitgezwenkte top | Gebouw                    | tweede kwart 18e eeuw                       |                               | Stormsteeg 6 en 8                                                       | 52° 22' 27" NB, 4° 54' 3" OL  | 5692   | Twee huizen achter een gezamenlijke gevel met in- en uitgezwenkte top |
| Vredenburgh | Gebouw                    | 15e en 16e eeuw 1890 (aanbouw)              | A.C. Bleijs                   | Vredenburgersteeg 1 t/m 35                                              | 52° 22' 31" NB, 4° 54' 1" OL  | 6163   | Meer afbeeldingen |
| Pand met halsgevel met gedeelde vleugelstukken en lofwerk in de afdekking | Gebouw                    | eerste helft 18e eeuw                       |                               | Enge Kerksteeg 1                                                        | 52° 22' 29" NB, 4° 53' 52" OL | 2812   | Pand met halsgevel met gedeelde vleugelstukken en lofwerk in de afdekking |
| Hoekhuis met gevels, thans onder rechte lijst, met hoekblokjes | Gebouw                    | eind 16e eeuw (verbouwd)                    |                               | Enge Kerksteeg 2                                                        | 52° 22' 29" NB, 4° 53' 52" OL | 2813   | Meer afbeeldingen |
| Pand met gevel onder nieuwe rechte lijst | Woonhuis                  | tweede kwart 18e eeuw                       |                               | Sint Annenstraat 6                                                      | 52° 22' 26" NB, 4° 53' 47" OL | 328846 | Meer afbeeldingen |
| Pand met gevel onder nieuwe rechte lijst | Werk-woonhuis             | tweede kwart 18e eeuw                       |                               | Sint Annenstraat 8                                                      | 52° 22' 26" NB, 4° 53' 48" OL | 328851 | Meer afbeeldingen |
| Pand met nieuwe gevel waarin de oorspronkelijke gevelsteen | Gebouw                    | vermoedelijk 1565                           |                               | Sint Annenstraat 10                                                     | 52° 22' 25" NB, 4° 53' 48" OL | 328856 | Meer afbeeldingen |
| Pand met uit- en ingezwenkte renaissancegevel | Gebouw                    | eerste helft 16e eeuw (gewijzigd)           |                               | Sint Annenstraat 12                                                     | 52° 22' 25" NB, 4° 53' 48" OL | 328861 | Meer afbeeldingen |
| Pand met gevel met gekoppelde ontlastingsbogen boven het verdiepingsvenster | Gebouw                    | 17e eeuw                                    |                               | Sint Annenstraat 14                                                     | 52° 22' 25" NB, 4° 53' 48" OL | 328866 | Meer afbeeldingen |
| Pand met gepleisterde puntgevel | Gebouw                    | 17e eeuw                                    |                               | Sint Annenstraat 16                                                     | 52° 22' 25" NB, 4° 53' 48" OL | 328871 | Meer afbeeldingen |
| Huis, vanwege de zandstenen afdekkingen van de klokvormige top | Gebouw                    | derde kwart 18e eeuw                        |                               | Sint Annenstraat 26                                                     | 52° 22' 25" NB, 4° 53' 50" OL | 5428   | Huis, vanwege de zandstenen afdekkingen van de klokvormige top |
| Pand met puntgevel | Werk-woonhuis             | 17e eeuw                                    |                               | Sint Annenstraat 28                                                     | 52° 22' 25" NB, 4° 53' 50" OL | 5429   | Pand met puntgevel |
| Pand met gevel | Gebouw                    | mogelijk 18e eeuw 19e eeuw (gepleisterd)    |                               | Beursstraat 15                                                          | 52° 22' 30" NB, 4° 53' 49" OL | 438    | Meer afbeeldingen |
| Achterhuis van Warmoesstraat 82 | Gebouw                    | vroeg derde kwart 18e eeuw                  |                               | Beursstraat 17                                                          | 52° 22' 30" NB, 4° 53' 49" OL | 439    | Meer afbeeldingen |
| Achterhuis van Warmoesstraat 84 | Gebouw                    | eerste kwart 19e eeuw                       |                               | Beursstraat 19                                                          | 52° 22' 30" NB, 4° 53' 49" OL | 440    | Meer afbeeldingen |
| Achterhuis van Warmoesstraat 86 | Gebouw                    | derde kwart 17e eeuw                        |                               | Beursstraat 21                                                          | 52° 22' 29" NB, 4° 53' 48" OL | 441    | Meer afbeeldingen |
| Achterhuis van Warmoesstraat 88 | Gebouw                    | 18e eeuw                                    |                               | Beursstraat 23                                                          | 52° 22' 29" NB, 4° 53' 48" OL | 442    | Achterhuis van Warmoesstraat 88 |
| Pakhuis waarvan de onderste helft | Gebouw                    | 17e/19e eeuw                                |                               | Beursstraat 27                                                          | 52° 22' 29" NB, 4° 53' 48" OL | 443    | Meer afbeeldingen |
| Pand met gepleisterde puntgevel | Gebouw                    | 17e/18e eeuw (kern) 19e eeuw (uiterlijk)    |                               | Beursstraat 29                                                          | 52° 22' 29" NB, 4° 53' 48" OL | 444    | Meer afbeeldingen |
| Achterhuis van Warmoesstraat 96 | Gebouw                    | laatste kwart 17e eeuw                      |                               | Beursstraat 31                                                          | 52° 22' 29" NB, 4° 53' 47" OL | 445    | Meer afbeeldingen |
| Pand met ingezwenkte halsgevel | Gebouw                    | derde kwart 18e eeuw                        |                               | Beursstraat 39                                                          | 52° 22' 28" NB, 4° 53' 46" OL | 446    | Pand met ingezwenkte halsgevel |
| Beurs van Berlage | Handel en kantoor         | 1898-1902                                   | H.P. Berlage                  | Beursplein 1 t/m 3, Damrak 213 t/m 387 en Oudebrugsteeg 9 t/m 13        | 52° 22' 28" NB, 4° 53' 45" OL | 437    | Meer afbeeldingen |
| Effectenbeurs | Handel en kantoor         | 1911-1913                                   | Joseph Cuypers                | Beursplein 5,7,9,41,43, Papenbrugsteeg 1-9 en Warmoesstraat 108 t/m 126 | 52° 22' 27" NB, 4° 53' 45" OL | 518417 | Meer afbeeldingen |
| Zes lantaarns en twee fonteinen | Straatmeubilair           | 1930                                        | H.P. Berlage                  | Beursplein 5 (tegenover)                                                | 52° 22' 27" NB, 4° 53' 43" OL | 518418 | Meer afbeeldingen |
| De Bijenkorf | Winkel                    | 1911-1914                                   | J.A. van Straaten jr.         | Dam 1 en Beursplein 2,10,12                                             | 52° 22' 25" NB, 4° 53' 39" OL | 518426 | Meer afbeeldingen |
| Pand met uit- en ingezwenkte halsgevel waarin gevelsteen waarop een stapel textielbalen en int stapel webben                                                                                         | Gebouw                    | 18e eeuw                                    |                               | Sint Annendwarsstraat 1                                                 | 52° 22' 26" NB, 4° 53' 50" OL | 5422   | Meer afbeeldingen |
| Pand met gevel onder uit- en ingezwenkte top | Gebouw                    | 17e/18e eeuw                                |                               | Sint Annendwarsstraat 3                                                 | 52° 22' 26" NB, 4° 53' 50" OL | 5423   | Pand met gevel onder uit- en ingezwenkte top |
| Huis met gevel onder klokvormige top met rollagen | Gebouw                    | 17e/18e/19e eeuw                            |                               | Sint Annendwarsstraat 5                                                 | 52° 22' 26" NB, 4° 53' 50" OL | 5424   | Huis met gevel onder klokvormige top met rollagen |
| Huis met gevel onder klokvormige top met rollagen | Gebouw                    | 17e/18e/19e eeuw                            |                               | Sint Annendwarsstraat 7                                                 | 52° 22' 26" NB, 4° 53' 50" OL | 5425   | Huis met gevel onder klokvormige top met rollagen |
| Pand met gevel onder rechte lijst | Gebouw                    | 18e/19e eeuw                                |                               | Sint Annendwarsstraat 9                                                 | 52° 22' 25" NB, 4° 53' 50" OL | 5426   | Pand met gevel onder rechte lijst |
| Pand met ingezwenkte halsgevel | Gebouw                    | derde kwart 18e eeuw                        |                               | Sint Annendwarsstraat 24                                                | 52° 22' 26" NB, 4° 53' 50" OL | 5427   | Pand met ingezwenkte halsgevel |
| Pand met halsgevel | Woonhuis                  | 1724                                        |                               | Sint Jansstraat 35 en 45                                                | 52° 22' 23" NB, 4° 53' 46" OL | 328891 | Meer afbeeldingen |
| Huis dat de afdekkingen van zijn klokvormige top heeft verloren | Woonhuis                  | 18e eeuw                                    |                               | Sint Jansstraat 37 en 39                                                | 52° 22' 23" NB, 4° 53' 46" OL | 328896 | Meer afbeeldingen |
| Pand met eenvoudige klokgevel voor ouder huis | Woonhuis                  | 17e/18e eeuw                                |                               | Sint Jansstraat 53 en 55                                                | 52° 22' 23" NB, 4° 53' 47" OL | 328906 | Pand met eenvoudige klokgevel voor ouder huis |
| Pand met gevel onder klokvormige top met rollagen | Woonhuis                  | 18e/19e eeuw                                |                               | Sint Jansstraat 57                                                      | 52° 22' 22" NB, 4° 53' 47" OL | 5445   | Pand met gevel onder klokvormige top met rollagen |
| Huis met klokgevel onder rollagen en gebogen afdekking | Gebouw                    | 17e/18e eeuw                                |                               | Sint Jansstraat 42                                                      | 52° 22' 22" NB, 4° 53' 46" OL | 5446   | Huis met klokgevel onder rollagen en gebogen afdekking |
| Huisje met klokgevel | Gebouw                    | 17e/18e eeuw                                |                               | Sint Jansstraat 44                                                      | 52° 22' 22" NB, 4° 53' 46" OL | 5447   | Huisje met klokgevel |
| Pand met gevel onder klokvormige top | Gebouw                    | 18e/19e eeuw                                |                               | Sint Jansstraat 46                                                      | 52° 22' 22" NB, 4° 53' 46" OL | 5448   | Pand met gevel onder klokvormige top |
| Pand met gevel onder punttop | Gebouw                    | 18e/19e eeuw                                |                               | Sint Jansstraat 48H + I + II + III                                      | 52° 22' 22" NB, 4° 53' 47" OL | 5450   | Pand met gevel onder punttop |
| Huis met vernieuwde en van zijn top beroofde pilastergevel | Gebouw                    | 1651 (jaartalsteen)                         |                               | Sint Jansstraat 50                                                      | 52° 22' 22" NB, 4° 53' 47" OL | 5451   | Meer afbeeldingen |
| Pand met vier vensters brede gevel onder rechte lijst gaaf bewaard | Gebouw                    | eerste helft 19e eeuw                       |                               | Walenpleintje 157                                                       | 52° 22' 16" NB, 4° 53' 49" OL | 49     | Pand met vier vensters brede gevel onder rechte lijst gaaf bewaard |
| Waalse Kerk | Kerk en kerkonderdeel     | 15e eeuw                                    |                               | Walenpleintje 159                                                       | 52° 22' 16" NB, 4° 53' 50" OL | 50     | Meer afbeeldingen |
| Huis, bovenpui met uit oude fragmenten opgetrokken hals | Gebouw                    | 1650                                        |                               | Walenpleintje 161                                                       | 52° 22' 16" NB, 4° 53' 49" OL | 51     | Huis, bovenpui met uit oude fragmenten opgetrokken hals |
| Huis met gevel onder rechte lijst met consoles en attiek | Gebouw                    | 1642                                        |                               | Walenpleintje 163                                                       | 52° 22' 16" NB, 4° 53' 49" OL | 52     | Huis met gevel onder rechte lijst met consoles en attiek |
| Pand met pilastergevel onder ingezwenkte hals | Gebouw                    | 1640/1641                                   |                               | Walenpleintje 165                                                       | 52° 22' 16" NB, 4° 53' 49" OL | 53     | Pand met pilastergevel onder ingezwenkte hals |
| Hoekhuis aan Walenpleintje | Gebouw                    | 1640/1641                                   |                               | Walenpleintje 167                                                       | 52° 22' 16" NB, 4° 53' 48" OL | 54     | Hoekhuis aan Walenpleintje |
| Pand met gevel onder latere lijst | Gebouw                    |                                             |                               | Barndesteeg 1H en 1II                                                   | 52° 22' 21" NB, 4° 53' 54" OL | 321    | Pand met gevel onder latere lijst |
| Huis met gevel onder latere punttop | Gebouw                    |                                             |                               | Barndesteeg 5                                                           | 52° 22' 21" NB, 4° 53' 55" OL | 322    | Meer afbeeldingen |
| Pand met gepleisterde trapgevel | Gebouw                    |                                             |                               | Barndesteeg 7                                                           | 52° 22' 21" NB, 4° 53' 55" OL | 323    | Meer afbeeldingen |
| Huis waarvan de vroegere trapgevel is gewijzigd in een klokgevel(xix) | Gebouw                    |                                             |                               | Barndesteeg 9                                                           | 52° 22' 21" NB, 4° 53' 55" OL | 324    | Meer afbeeldingen |
| Huis, vanwege de 17e-eeuwse gevelsteen en de natuurstenen afdekkingen van de klokvormige top | Gebouw                    |                                             |                               | Barndesteeg 11                                                          | 52° 22' 21" NB, 4° 53' 56" OL | 325    | Meer afbeeldingen |
| Pand met gevel met klokvormige top | Gebouw                    |                                             |                               | Barndesteeg 13                                                          | 52° 22' 21" NB, 4° 53' 56" OL | 326    | Meer afbeeldingen |
| Pand met gevel onder punttop | Woonhuis                  |                                             |                               | Barndesteeg 15                                                          | 52° 22' 21" NB, 4° 53' 56" OL | 327    | Meer afbeeldingen |
| Tweelinghuis met gezamenlijke gevel van het "type met kleine blokjes" onder niet-oorspronkelijke trapeziumtop                                                                                        | Gebouw                    | tweede kwart 17e eeuw                       |                               | Barndesteeg 4                                                           | 52° 22' 21" NB, 4° 53' 54" OL | 329    | Tweelinghuis met gezamenlijke gevel van het "type met kleine blokjes" onder niet-oorspronkelijke trapeziumtop                                                                                        |
| Deel van vleugel van het bethanienklooster | Gebouw                    |                                             |                               | Barndesteeg 4A-L                                                        | 52° 22' 21" NB, 4° 53' 55" OL | 330    | Deel van vleugel van het bethanienklooster |
| Deel van vleugel van het bethanienklooster versierd in de trant met grote boogblokken | Gebouw                    |                                             |                               | Barndesteeg 6A,B                                                        | 52° 22' 20" NB, 4° 53' 56" OL | 331    | Meer afbeeldingen |
| Deel van vleugel van het bethanienklooster | Gebouw                    |                                             |                               | Barndesteeg 10A,B en 12A,B,C                                            | 52° 22' 20" NB, 4° 53' 56" OL | 332    | Deel van vleugel van het bethanienklooster |
| Pand met gevel vormt groep met nr 11 | Gebouw                    |                                             |                               | Bethaniendwarsstraat 9                                                  | 52° 22' 17" NB, 4° 53' 53" OL | 406    | Pand met gevel vormt groep met nr 11 |
| Pand met gevel waarvan de top later is gewijzigd in een punt | Gebouw                    |                                             |                               | Bethaniendwarsstraat 11                                                 | 52° 22' 17" NB, 4° 53' 53" OL | 407    | Pand met gevel waarvan de top later is gewijzigd in een punt |
| Pand met trapgevel verwant aan het 'type-met-kleine-blokjes', doch geheel in baksteen uitgevoerd | Gebouw                    |                                             |                               | Bethaniendwarsstraat 17                                                 | 52° 22' 17" NB, 4° 53' 53" OL | 408    | Pand met trapgevel verwant aan het 'type-met-kleine-blokjes', doch geheel in baksteen uitgevoerd |
| Pand met ingezwenkte halsgevel | Woonhuis                  |                                             |                               | Bethaniendwarsstraat 18A,18B,18C                                        | 52° 22' 17" NB, 4° 53' 52" OL | 409    | Meer afbeeldingen |
| Pand met ingezwenkte halsgevel | Werk-woonhuis             |                                             |                               | Bethanienstraat 3                                                       | 52° 22' 19" NB, 4° 53' 52" OL | 410    | Meer afbeeldingen |
| Pand met halsgevel | Werk-woonhuis             |                                             |                               | Bethanienstraat 5                                                       | 52° 22' 19" NB, 4° 53' 52" OL | 411    | Meer afbeeldingen |
| Pand vanwege de gevelsteen en de natuurstenen afdekkingen van de top | Gebouw                    |                                             |                               | Bethanienstraat 9                                                       | 52° 22' 19" NB, 4° 53' 52" OL | 412    | Meer afbeeldingen |
| Dwarshuis met gevel onder rechte lijst | Gebouw                    |                                             |                               | Bethanienstraat 11/1                                                    | 52° 22' 19" NB, 4° 53' 53" OL | 413    | Dwarshuis met gevel onder rechte lijst |
| Dwarshuis met gevel onder rechte lijst | Gebouw                    |                                             |                               | Bethanienstraat 11/2                                                    | 52° 22' 19" NB, 4° 53' 53" OL | 414    | Meer afbeeldingen |
| Huis onder schilddak | Gebouw                    |                                             |                               | Bethanienstraat 17 en 19                                                | 52° 22' 19" NB, 4° 53' 53" OL | 415    | Meer afbeeldingen |
| Pand met gevel onder rechte lijst | Gebouw                    |                                             |                               | Bethanienstraat 21                                                      | 52° 22' 19" NB, 4° 53' 54" OL | 416    | Meer afbeeldingen |
| Pand met halsgevel met gedeelde vleugelstukken en volutenafdekking | Gebouw                    |                                             |                               | Bethanienstraat 27                                                      | 52° 22' 18" NB, 4° 53' 54" OL | 417    | Meer afbeeldingen |
| Pakhuis, vanwege de 18e-eeuwse natuurstenen onderdelen van de geveltop | Gebouw                    |                                             |                               | Bethanienstraat 2                                                       | 52° 22' 19" NB, 4° 53' 52" OL | 418    | Pakhuis, vanwege de 18e-eeuwse natuurstenen onderdelen van de geveltop |
| Pand met ingezwenkte halsgevel | Gebouw                    |                                             |                               | Bethanienstraat 12                                                      | 52° 22' 18" NB, 4° 53' 54" OL | 419    | Meer afbeeldingen |
| Huis met gevel waarvan de top in de 19e eeuw in puntvorm is gewijzigd | Gebouw                    |                                             |                               | Bethanienstraat 14A+B                                                   | 52° 22' 18" NB, 4° 53' 54" OL | 420    | Meer afbeeldingen |
| Pand met ingezwenkte halsgevel | Gebouw                    |                                             |                               | Bethanienstraat 22                                                      | 52° 22' 18" NB, 4° 53' 55" OL | 422    | Meer afbeeldingen |
| Huis met gekuifde klokgevel | Gebouw                    |                                             |                               | Bethanienstraat 24                                                      | 52° 22' 17" NB, 4° 53' 55" OL | 423    | Huis met gekuifde klokgevel |
| Pand met gevel onder klokvormige top | Gebouw                    |                                             |                               | Bloedstraat 7                                                           | 52° 22' 23" NB, 4° 53' 57" OL | 490    | Upload foto |
| Pand met klokgevel | Gebouw                    |                                             |                               | Bloedstraat 6                                                           | 52° 22' 23" NB, 4° 53' 56" OL | 491    | Upload foto |
| Pand met gevel waarvan de top tot punt is gewijzigd | Gebouw                    |                                             |                               | Bloedstraat 10                                                          | 52° 22' 22" NB, 4° 53' 56" OL | 492    | Upload foto |
| Huis met gevel onder punttop | Gebouw                    |                                             |                               | Bloedstraat 12                                                          | 52° 22' 22" NB, 4° 53' 57" OL | 493    | Upload foto |
| Huis met gevel onder latere punttop | Gebouw                    |                                             |                               | Bloedstraat 14                                                          | 52° 22' 22" NB, 4° 53' 57" OL | 494    | Upload foto |
| Pand met halsgevel met rijk gecontoureerde vleugelstukken en een gekroonde stier en jaartalsteen in de afdekking                                                                                     | Gebouw                    |                                             |                               | Bloedstraat 16A t/m 16D                                                 | 52° 22' 22" NB, 4° 53' 57" OL | 495    | Meer afbeeldingen |
| Pand met lijstgevel in traditionele vormen | Gebouw                    |                                             |                               | Bloedstraat 18A t/m 18D                                                 | 52° 22' 22" NB, 4° 53' 57" OL | 496    | Meer afbeeldingen |
| Pand met tot puntgevel gewijzigde halsgevel met festoenen en gevelsteen waarop kater den de swarte kater                                                                                             | Werk-woonhuis             |                                             |                               | Bloedstraat 20H, I, II, III                                             | 52° 22' 22" NB, 4° 53' 58" OL | 497    | Upload foto |
| Pand met halsgevel | Gebouw                    |                                             |                               | Bloedstraat 22H, I, II, III                                             | 52° 22' 22" NB, 4° 53' 58" OL | 498    | Upload foto |
| Pand met gevel onder later versoberde ingezwenkte hals | Gebouw                    |                                             |                               | Oude Doelenstraat 6                                                     | 52° 22' 18" NB, 4° 53' 47" OL | 905    | Pand met gevel onder later versoberde ingezwenkte hals |
| Pand met ingezwenkte halsgevel | Gebouw                    |                                             |                               | Oude Doelenstraat 8                                                     | 52° 22' 18" NB, 4° 53' 47" OL | 906    | Pand met ingezwenkte halsgevel |
| Pand met zeer smalle gevel onder merkwaardige geheel zandstenen top in de vorm van een ingezwenkte hals op een lijst, met 'gebogen pilaster'-randen en volutenafdekking, waaronder een medaillon met | Gebouw                    |                                             |                               | Oude Doelenstraat 14                                                    | 52° 22' 18" NB, 4° 53' 47" OL | 907    | Pand met zeer smalle gevel onder merkwaardige geheel zandstenen top in de vorm van een ingezwenkte hals op een lijst, met 'gebogen pilaster'-randen en volutenafdekking, waaronder een medaillon met |
| Pand met zeer smalle gevel met in het midden verhoogde lijst met consoles, waarop een geschubd opzetstuk in de vorm van een ingezwenkt halsje                                                        | Gebouw                    |                                             |                               | Oude Doelenstraat 16                                                    | 52° 22' 17" NB, 4° 53' 48" OL | 908    | Pand met zeer smalle gevel met in het midden verhoogde lijst met consoles, waarop een geschubd opzetstuk in de vorm van een ingezwenkt halsje                                                        |
| Pand met gepleisterde pilaster-halsgevel met tussentrappen | Gebouw                    |                                             |                               | Oude Doelenstraat 20                                                    | 52° 22' 17" NB, 4° 53' 48" OL | 909    | Pand met gepleisterde pilaster-halsgevel met tussentrappen |
| Hoekhuis met gevel aan de | Gebouw                    |                                             |                               | Oude Hoogstraat 1                                                       | 52° 22' 17" NB, 4° 53' 50" OL | 1999   | Meer afbeeldingen |
| Pand met gevel onder rechte lijst met consoles | Gebouw                    |                                             |                               | Oude Hoogstraat 3                                                       | 52° 22' 17" NB, 4° 53' 50" OL | 2000   | Pand met gevel onder rechte lijst met consoles |
| Pand met klokgevel | Gebouw                    |                                             |                               | Oude Hoogstraat 7                                                       | 52° 22' 17" NB, 4° 53' 51" OL | 2001   | Pand met klokgevel |
| Pand met gevel onder rechte lijst | Werk-woonhuis             |                                             |                               | Oude Hoogstraat 11                                                      | 52° 22' 17" NB, 4° 53' 51" OL | 2002   | Meer afbeeldingen |
| Hoekhuis met eenvoudige klokgevel | Gebouw                    |                                             |                               | Oude Hoogstraat 21                                                      | 52° 22' 17" NB, 4° 53' 52" OL | 2003   | Meer afbeeldingen |
| Huis, vanwege de zandstenen onderdelen, aan - en in de klokvormige top toegepast | Gebouw                    |                                             |                               | Oude Hoogstraat 23                                                      | 52° 22' 17" NB, 4° 53' 53" OL | 2004   | Meer afbeeldingen |
| Pand met in de kern 18e-eeuwse gevel, in de 2e helft van de 19e eeuw gewijzigd en afgesloten door een rechte lijst                                                                                   | Gebouw                    |                                             |                               | Oude Hoogstraat 25                                                      | 52° 22' 16" NB, 4° 53' 53" OL | 2005   | Meer afbeeldingen |
| Pand met gevel onder rechte lijst met triglyfen | Gebouw                    |                                             |                               | Oude Hoogstraat 31                                                      | 52° 22' 16" NB, 4° 53' 54" OL | 2006   | Pand met gevel onder rechte lijst met triglyfen |
| Winkelwoning | Werk-woonhuis             | 1901-1902                                   | J. Stuyt en Jos Th.J. Cuypers | Oude Hoogstraat 2                                                       | 52° 22' 17" NB, 4° 53' 49" OL | 518443 | Meer afbeeldingen |
| Pand met tot puntgevel gewijzigde gevel met goede roedenverdeling op de verdiepingen | Gebouw                    |                                             |                               | Oude Hoogstraat 8                                                       | 52° 22' 17" NB, 4° 53' 50" OL | 2007   | Meer afbeeldingen |
| Pand met gevel onder gebeeldhouwde verhoogde lijst | Gebouw                    | tweede kwart 18e eeuw                       |                               | Oude Hoogstraat 12                                                      | 52° 22' 17" NB, 4° 53' 50" OL | 2008   | Meer afbeeldingen |
| Pand met in de kern 17e-eeuwse pilastergevel | Gebouw                    |                                             |                               | Oude Hoogstraat 20                                                      | 52° 22' 16" NB, 4° 53' 51" OL | 2009   | Pand met in de kern 17e-eeuwse pilastergevel |
| Kleinste huis van Amsterdam | Gebouw                    | 17e/18e/19e eeuw                            |                               | Oude Hoogstraat 22                                                      | 52° 22' 16" NB, 4° 53' 52" OL | 2010   | Meer afbeeldingen |
| Gebeeldhouwde zandstenen poort met pilasters en fronton, toegang gevende tot een gang naar de Walenkerk                                                                                              | Gebouw                    | 1616                                        | Hendrik de Keyser             | Oude Hoogstraat bij 22                                                  | 52° 22' 16" NB, 4° 53' 52" OL | 2011   | Meer afbeeldingen |
| Oost Indisch Huis | Handel en kantoor         |                                             |                               | Oude Hoogstraat 24                                                      | 52° 22' 16" NB, 4° 53' 53" OL | 2012   | Meer afbeeldingen |
| Het Geloof | Gebouw                    | eerste helft 18e eeuw                       |                               | Koestraat 7                                                             | 52° 22' 20" NB, 4° 53' 54" OL | 3046   | Meer afbeeldingen |
| De Liefde | Gebouw                    | eerste helft 18e eeuw                       |                               | Koestraat 9                                                             | 52° 22' 19" NB, 4° 53' 54" OL | 3047   | Meer afbeeldingen |
| De Hoop | Woonhuis                  | eerste helft 18e eeuw                       |                               | Koestraat 11                                                            | 52° 22' 19" NB, 4° 53' 55" OL | 3048   | Meer afbeeldingen |
| Vierraamshuis met eenvoudige klokgevel | Gebouw                    | 18e eeuw                                    |                               | Koestraat 13A                                                           | 52° 22' 19" NB, 4° 53' 55" OL | 3049   | Vierraamshuis met eenvoudige klokgevel |
| Origineel beneden- en bovenhuis met halsgevel | Woonhuis                  | tweede kwart 18e eeuw                       |                               | Koestraat 17                                                            | 52° 22' 19" NB, 4° 53' 56" OL | 3050   | Origineel beneden- en bovenhuis met halsgevel |
| Wijnkopersgildehuis | Gebouw                    | 1611                                        |                               | Koestraat 10                                                            | 52° 22' 19" NB, 4° 53' 54" OL | 3051   | Meer afbeeldingen |
| Pand, later met een verdieping verhoogd huis, waarvan de gevel wordt afgesloten door een uit- en ingezwenkte top onderrollagen                                                                       | Woonhuis                  | 17e eeuw (kern)                             |                               | Koestraat 18                                                            | 52° 22' 19" NB, 4° 53' 55" OL | 3052   | Pand, later met een verdieping verhoogd huis, waarvan de gevel wordt afgesloten door een uit- en ingezwenkte top onderrollagen                                                                       |
| Huisje met klokgevel | Gebouw                    | 17e eeuw                                    |                               | Koestraat 20                                                            | 52° 22' 19" NB, 4° 53' 55" OL | 3053   | Huisje met klokgevel |
| Huis | Woonhuis                  | 1725                                        |                               | Koestraat 34                                                            | 52° 22' 19" NB, 4° 53' 56" OL | 3054   | Huis |
| Huis | Gebouw                    | 1725                                        |                               | Koestraat 36                                                            | 52° 22' 19" NB, 4° 53' 56" OL | 3055   | Huis |
| Huis met gevel onder rechte lijst | Gebouw                    | 17e/18e/19e eeuw                            |                               | Koestraat 44                                                            | 52° 22' 18" NB, 4° 53' 56" OL | 3056   | Huis met gevel onder rechte lijst |
| Huis met latere puntgevel waarin een 17e-eeuwse gevelsteen | Gebouw                    | 17e eeuw of ouder                           |                               | Molensteeg 2                                                            | 52° 22' 25" NB, 4° 53' 58" OL | 3693   | Upload foto |
| Huis, vanwege de zandstenen onderdelen van de gevelhals | Gebouw                    | 1725                                        |                               | Molensteeg 8                                                            | 52° 22' 25" NB, 4° 53' 59" OL | 3694   | Upload foto |
| Huis, vanwege de zandstenen onderdelen van de gevelhals | Gebouw                    | 1725                                        |                               | Molensteeg 10                                                           | 52° 22' 25" NB, 4° 53' 59" OL | 3695   | Upload foto |
| Pand met gevel onder uit- en ingezwenkte top met rollagen | Gebouw                    | 18e/19e eeuw                                |                               | Molensteeg 16A en 16B                                                   | 52° 22' 24" NB, 4° 53' 60" OL | 3696   | Upload foto |
| Huis met latere puntgevel | Gebouw                    | 17e eeuw (kern)                             |                               | Monnikendwarsstraat 2                                                   | 52° 22' 23" NB, 4° 53' 59" OL | 3705   | Upload foto |
| Huis met latere puntgevel | Gebouw                    | 17e eeuw (kern)                             |                               | Monnikendwarsstraat 4                                                   | 52° 22' 23" NB, 4° 53' 59" OL | 3706   | Upload foto |
| Pand met klokgevel | Gebouw                    | derde kwart 18e eeuw                        |                               | Monnikenstraat 5                                                        | 52° 22' 24" NB, 4° 53' 58" OL | 3707   | Pand met klokgevel |
| Pand met 18e-eeuwse gevel met latere punttop | Gebouw                    | 18e eeuw                                    |                               | Monnikenstraat 15                                                       | 52° 22' 24" NB, 4° 53' 59" OL | 3708   | Upload foto |
| Vijf traveeën brede gevel onder rechte lijst | Gebouw                    | 18e/19e eeuw                                |                               | Monnikenstraat 17                                                       | 52° 22' 23" NB, 4° 53' 59" OL | 3709   | Vijf traveeën brede gevel onder rechte lijst |
| Pand met 18e-eeuwse gevel op houten pui en onder rechte lijst | Gebouw                    | 18e/19e eeuw                                |                               | Monnikenstraat 23                                                       | 52° 22' 23" NB, 4° 53' 60" OL | 3710   | Pand met 18e-eeuwse gevel op houten pui en onder rechte lijst |
| Pand met vierraamsgevel onder rechte lijst | Gebouw                    | 18e eeuw                                    |                               | Monnikenstraat 27                                                       | 52° 22' 23" NB, 4° 54' 0" OL  | 3711   | Pand met vierraamsgevel onder rechte lijst |
| Pand met gevel onder rechte lijst met consoles | Werk-woonhuis             | eerste helft 18e eeuw                       |                               | Monnikenstraat 4                                                        | 52° 22' 23" NB, 4° 53' 58" OL | 3713   | Pand met gevel onder rechte lijst met consoles |
| Pand met gevel onder rechte lijst met consoles | Woonhuis                  | eerste helft 18e eeuw                       |                               | Monnikenstraat 6                                                        | 52° 22' 23" NB, 4° 53' 58" OL | 3714   | Pand met gevel onder rechte lijst met consoles |
| Vormt het achterste deel van O.Z. Voorburgwal 73. Houten pui met twee empire deuren | Gebouw                    |                                             |                               | Oudekennissteeg 1                                                       | 52° 22' 26" NB, 4° 53' 56" OL | 3986   | Upload foto |
| Pand met halsgevel | Gebouw                    | derde kwart 18e eeuw                        |                               | Oudekennissteeg 3                                                       | 52° 22' 26" NB, 4° 53' 56" OL | 3987   | Meer afbeeldingen |
| Huis, vanwege de zandstenen onderdelen van de klokvormige top | Gebouw                    | derde kwart 18e eeuw                        |                               | Oudekennissteeg 4                                                       | 52° 22' 26" NB, 4° 53' 56" OL | 3988   | Upload foto |
| Pand met gevel onder armelijke rechte beëindiging doch voorzien van een zeer fraai gesneden empire puitje                                                                                            | Gebouw                    | 18e eeuw                                    |                               | Prinsenhofssteeg 1                                                      | 52° 22' 17" NB, 4° 53' 45" OL | 4725   | Pand met gevel onder armelijke rechte beëindiging doch voorzien van een zeer fraai gesneden empire puitje                                                                                            |
| Pakhuis met gevel onder rechte lijst | Gebouw                    | 19e eeuw (in kern ouder)                    |                               | Prinsenhofssteeg 3                                                      | 52° 22' 17" NB, 4° 53' 46" OL | 4726   | Pakhuis met gevel onder rechte lijst |
| Poortje dat een onderdeel vormt van het perceel Prinsenhofsteeg 4 | Gebouw                    | mogelijk 16e eeuw (oorsprong)               |                               | Prinsenhofssteeg 5                                                      | 52° 22' 17" NB, 4° 53' 46" OL | 4727   | Poortje dat een onderdeel vormt van het perceel Prinsenhofsteeg 4 |
| Huisje onder dwars dak met zeer oude vensterkozijnen waarin latere goede roedenverdeling | Gebouw                    | 17e eeuw of ouder                           |                               | Prinsenhofssteeg 7                                                      | 52° 22' 17" NB, 4° 53' 46" OL | 4728   | Huisje onder dwars dak met zeer oude vensterkozijnen waarin latere goede roedenverdeling |
| Pand met 18e-eeuwse gevel onder rechte lijst nieuwe pui | Gebouw                    | 18e eeuw                                    |                               | Prinsenhofssteeg 2                                                      | 52° 22' 17" NB, 4° 53' 45" OL | 4729   | Pand met 18e-eeuwse gevel onder rechte lijst nieuwe pui |
| Over een gang gebouwd dwarshuis | Gebouw                    | mogelijk 16e eeuw (oorsprong)               |                               | Prinsenhofssteeg 4                                                      | 52° 22' 17" NB, 4° 53' 46" OL | 4731   | Over een gang gebouwd dwarshuis |
| Huisje onder dwars dak, gevel met vier toscaanse pilasters op de verdieping | Gebouw                    | 17e eeuw                                    |                               | Prinsenhofssteeg 6                                                      | 52° 22' 17" NB, 4° 53' 46" OL | 4732   | Huisje onder dwars dak, gevel met vier toscaanse pilasters op de verdieping |
| Huisje onder dwars dak met dakkapel | Gebouw                    | ca. 1800                                    |                               | Prinsenhofssteeg 8                                                      | 52° 22' 17" NB, 4° 53' 47" OL | 4733   | Huisje onder dwars dak met dakkapel |
| Voormalig hoofdbureau van politie, Spinhuis | Overheidsgebouw           | 1607/1645                                   |                               | Spinhuissteeg 1                                                         | 52° 22' 14" NB, 4° 53' 47" OL | 5543   | Meer afbeeldingen |
| Pand met gave klokgevel met stoep en deur uit de bouwtijd, een bovenlicht | Gebouw                    | ca. 1750                                    |                               | Spinhuissteeg 3                                                         | 52° 22' 14" NB, 4° 53' 49" OL | 5544   | Upload foto |
| Pand met vierraamsgevel, onder rechte lijst waarboven een dwars dak en dakkapel | Gebouw                    | 18e eeuw                                    |                               | Spinhuissteeg 5                                                         | 52° 22' 14" NB, 4° 53' 50" OL | 5545   | Upload foto |
| Woonhuisgroep achter gezamenlijke gevel onder rechte triglyphenlijst | Gebouw                    | laatste kwart 18e of mogelijk 19e eeuw      |                               | Spinhuissteeg 7                                                         | 52° 22' 14" NB, 4° 53' 50" OL | 5546   | Meer afbeeldingen |
| Pastorie | Gebouw                    | laatste kwart 18e eeuw                      |                               | Spinhuissteeg 4                                                         | 52° 22' 13" NB, 4° 53' 49" OL | 5547   | Upload foto |
| Pand met klokgevel, met gesneden deur | Gebouw                    | derde kwart 19e eeuw                        |                               | Spinhuissteeg 12                                                        | 52° 22' 13" NB, 4° 53' 50" OL | 5548   | Upload foto |
| Pand met halsgevel | Gebouw                    | 1728                                        |                               | Spinhuissteeg 16                                                        | 52° 22' 13" NB, 4° 53' 51" OL | 5549   | Upload foto |
| St. Jorishof | Sociale zorg, liefdadigh. | 1579                                        |                               | Korte Spinhuissteeg 3                                                   | 52° 22' 15" NB, 4° 53' 49" OL | 5550   | Meer afbeeldingen |
| Huis met latere gevel onder rechte lijst | Gebouw                    |                                             |                               | Stoofsteeg 1                                                            | 52° 22' 21" NB, 4° 53' 50" OL | 5682   | Huis met latere gevel onder rechte lijst |
| Huis met latere gevel onder primitieve rechte lijst | Gebouw                    |                                             |                               | Stoofsteeg 3                                                            | 52° 22' 21" NB, 4° 53' 50" OL | 5683   | Upload foto |
| Huis met 18e-eeuwse gevel onder latere rechte lijst | Gebouw                    |                                             |                               | Stoofsteeg 7                                                            | 52° 22' 21" NB, 4° 53' 51" OL | 5684   | Upload foto |
| Huisje, behorende tot hetzelfde blok als de nrs 11 en 13 en | Gebouw                    |                                             |                               | Stoofsteeg 9                                                            | 52° 22' 21" NB, 4° 53' 51" OL | 5685   | Upload foto |
| Huisje, behorende tot hetzelfde blok als de nrs 9 en 13 en | Gebouw                    |                                             |                               | Stoofsteeg 11                                                           | 52° 22' 21" NB, 4° 53' 51" OL | 5686   | Upload foto |
| Huisje | Gebouw                    |                                             |                               | Stoofsteeg 13                                                           | 52° 22' 21" NB, 4° 53' 51" OL | 5687   | Upload foto |
| Dwarshuisje | Gebouw                    |                                             |                               | Stoofsteeg 2A                                                           | 52° 22' 21" NB, 4° 53' 50" OL | 5688   | Dwarshuisje |
| Pand met gevel onder punttop met rollagen | Gebouw                    |                                             |                               | Stoofsteeg 4                                                            | 52° 22' 21" NB, 4° 53' 50" OL | 5689   | Pand met gevel onder punttop met rollagen |
| Pand met gevel, onder punttop met rollagen | Gebouw                    |                                             |                               | Stoofsteeg 6                                                            | 52° 22' 21" NB, 4° 53' 50" OL | 5690   | Upload foto |
| Pand met klokgevel, met houten pui en deur, beide uit plm. 1800, een gevelsteen | Gebouw                    |                                             |                               | Stoofsteeg 8                                                            | 52° 22' 21" NB, 4° 53' 51" OL | 5691   | Upload foto |
| Nationaal Monument | Gedenkteken               | 1956                                        | J.J.P. Oud                    | TO Paleis op de Dam                                                     | 52° 22' 22" NB, 4° 53' 38" OL | 530906 | Meer afbeeldingen |
| Hoekpand met gevel met grote trappen in late Hendrik de Keyser-trant | Gebouw                    | tweede kwart 17e eeuw                       |                               | Dam 11                                                                  | 52° 22' 21" NB, 4° 53' 39" OL | 852    | Meer afbeeldingen |
| Pand met gevel onder gesneden verhoogde lijst | Gebouw                    | eind laatste kwart 18e eeuw                 |                               | Dam 13                                                                  | 52° 22' 21" NB, 4° 53' 39" OL | 853    | Meer afbeeldingen |
| Industria | Vergadering en vereniging | 1913-1916                                   | Foeke Kuipers                 | Dam 25                                                                  | 52° 22' 21" NB, 4° 53' 36" OL | 518422 | Meer afbeeldingen |
| Pand met gevel met klokvormige top onder rollagen | Gebouw                    | 18e/19e eeuw                                |                               | Damstraat 2A                                                            | 52° 22' 20" NB, 4° 53' 39" OL | 348645 | Upload foto |
| Pand met gevel onder triglyfenlijst met getoogde verhoging in het midden | Gebouw                    | tweede kwart 18e eeuw                       |                               | Damstraat 12                                                            | 52° 22' 20" NB, 4° 53' 40" OL | 872    | Pand met gevel onder triglyfenlijst met getoogde verhoging in het midden |
| Huis met een afsluitende klossenlijst | Gebouw                    | 17e of 18e eeuw                             |                               | Damstraat 36                                                            | 52° 22' 19" NB, 4° 53' 43" OL | 873    | Upload foto |
| Huis met stucversiering en afsluitende klossenlijst | Gebouw                    | 17e of 18e eeuw (kern)                      |                               | Damstraat 38                                                            | 52° 22' 19" NB, 4° 53' 43" OL | 874    | Upload foto |
| Pand met gepleisterde en van vensteromlijstingen en afsluitende rechte lijst voorziene gevel | Gebouw                    | 18e/19e eeuw                                |                               | Damstraat 40                                                            | 52° 22' 19" NB, 4° 53' 43" OL | 875    | Upload foto |
| Pand met gepleisterde gevel onder rechte lijst | Gebouw                    | 17e/18e eeuw                                |                               | Damstraat 42                                                            | 52° 22' 19" NB, 4° 53' 43" OL | 876    | Upload foto |
| Pand met aangebracht dak, gevelbepleistering en -bekroning | Gebouw                    | 17e of 18e eeuw (kern)                      |                               | Damstraat 44                                                            | 52° 22' 19" NB, 4° 53' 44" OL | 877    | Pand met aangebracht dak, gevelbepleistering en -bekroning |
| Zijgevel van het pand kuiperssteeg 4, 6 | Gebouw                    |                                             |                               | Kuiperssteeg 10                                                         | 52° 22' 11" NB, 4° 53' 38" OL | 1123   | Upload foto |
| Kuijperhuisje | Gebouw                    | 18e eeuw                                    |                               | Kuiperssteeg 3                                                          | 52° 22' 12" NB, 4° 53' 38" OL | 3139   | Kuijperhuisje |
| Hoekpand, voormalige suikerraffinaderij met pakhuisgevel | Gebouw                    | eerste kwart 17e eeuw                       |                               | Kuiperssteeg 4                                                          | 52° 22' 11" NB, 4° 53' 38" OL | 3140   | Hoekpand, voormalige suikerraffinaderij met pakhuisgevel |
| Panden met gevel onder zeer rijk gesneden rechte lijst met consoles | Gebouw                    | laatste kwart 18e eeuw                      |                               | Grimburgwal 13                                                          | 52° 22' 10" NB, 4° 53' 38" OL | 1235   | Meer afbeeldingen |
| Pand met halsgevel met middenrisaliet en latere bakstenen vleugelstukken | Gebouw                    | derde kwart 17e eeuw                        |                               | Grimburgwal 15                                                          | 52° 22' 10" NB, 4° 53' 38" OL | 1236   | Meer afbeeldingen |
| Pand met ingezwenkte halsgevel met houten pui en goede roedenverdeling op de verdiepingen | Gebouw                    | 18e eeuw                                    |                               | Grimburgwal 2                                                           | 52° 22' 9" NB, 4° 53' 36" OL  | 1237   | Pand met ingezwenkte halsgevel met houten pui en goede roedenverdeling op de verdiepingen |
| Hoekhuis met trapgevel waarin ontlastingsboogjes van een vroeger drielicht | Gebouw                    | 16e/17e eeuw                                |                               | Grimburgwal 4                                                           | 52° 22' 9" NB, 4° 53' 37" OL  | 1238   | Hoekhuis met trapgevel waarin ontlastingsboogjes van een vroeger drielicht |
| Achterhuis aan de Grimnessesluis met halsgevel | Gebouw                    | eerste helft 18e eeuw                       |                               | Grimburgwal 10                                                          | 52° 22' 9" NB, 4° 53' 37" OL  | 1240   | Upload foto |
| Pand met halsgevel met gedeelde vleugelstukken en volutenafdekking | Gebouw                    | tweede kwart 18e eeuw                       |                               | Langebrugsteeg 1                                                        | 52° 22' 10" NB, 4° 53' 34" OL | 3141   | Meer afbeeldingen |
| Pand met gevel onder rechte lijst met dakkapel | Gebouw                    | eerste helft 19e eeuw                       |                               | Langebrugsteeg 7                                                        | 52° 22' 10" NB, 4° 53' 35" OL | 3142   | Meer afbeeldingen |
| Pand met gevel onder rechte lijst | Gebouw                    | eerste helft 19e eeuw                       |                               | Langebrugsteeg 7A                                                       | 52° 22' 10" NB, 4° 53' 35" OL | 3143   | Meer afbeeldingen |
| Huis met nieuwe gevel, waarop de ingezwenkte hals | Gebouw                    | derde kwart 18e eeuw                        |                               | Langebrugsteeg 2                                                        | 52° 22' 9" NB, 4° 53' 35" OL  | 3144   | Upload foto |
| Huis met voorgevel waarvan top gewijzigd in ingezwenkte hals met rollagen en fronton | Gebouw                    | 17e eeuw                                    |                               | Langebrugsteeg 4                                                        | 52° 22' 9" NB, 4° 53' 35" OL  | 3145   | Upload foto |
| Pand met achtergevel aan de Grimnessesluis en gepleisterde trapgevel | Gebouw                    | 17e eeuw                                    |                               | Langebrugsteeg 6                                                        | 52° 22' 9" NB, 4° 53' 35" OL  | 3146   | Upload foto |
| Hoekhuis met aan de voorzijde ingezwenkte halsgevel | Gebouw                    | derde kwart 18e eeuw                        |                               | Langebrugsteeg 8                                                        | 52° 22' 9" NB, 4° 53' 35" OL  | 3147   | Hoekhuis met aan de voorzijde ingezwenkte halsgevel |
| Voormalige goud- en zilverfabriek genaamd 'H. Drijfhout & Zn.' in het voormalige theater Victoria | Industrie                 | 1912-1913                                   | Joseph Herman                 | Nes 11                                                                  | 52° 22' 19" NB, 4° 53' 39" OL | 518490 | Voormalige goud- en zilverfabriek genaamd 'H. Drijfhout & Zn.' in het voormalige theater Victoria |
| Pand met 18e-eeuwse gevel onder klokvormige top met rollagen | Gebouw                    | 18e/19e eeuw                                |                               | Nes 33                                                                  | 52° 22' 18" NB, 4° 53' 38" OL | 3732   | Meer afbeeldingen |
| Huis met latere gevel onder klokvormige top met rollagen | Gebouw                    | 17e eeuw of ouder (kern)                    |                               | Nes 35                                                                  | 52° 22' 18" NB, 4° 53' 38" OL | 3733   | Meer afbeeldingen |
| Pand met gevel onder rechte lijst met triglyfen | Gebouw                    | laatste kwart 18e eeuw                      |                               | Nes 37                                                                  | 52° 22' 18" NB, 4° 53' 37" OL | 3734   | Upload foto |
| Hoekhuis met voorgevel aan de Grimburgwal onder punttop, een omlopende winkelpui | Werk-woonhuis             | derde kwart 16e eeuw                        |                               | Nes 89                                                                  | 52° 22' 9" NB, 4° 53' 36" OL  | 3735   | Hoekhuis met voorgevel aan de Grimburgwal onder punttop, een omlopende winkelpui |
| Achterhuis aan de Grimnessesluis met halsgevel vormt groep met nr 8 | Gebouw                    | eerste helft 18e eeuw                       |                               | Nes 95                                                                  | 52° 22' 9" NB, 4° 53' 36" OL  | 1239   | Upload foto |
| Vier vensterassen breed pak- of werkhuis met gevel onder rechte lijst waarop twee dakkapellen | Gebouw                    | 1771                                        |                               | Nes 100                                                                 | 52° 22' 13" NB, 4° 53' 36" OL | 3736   | Meer afbeeldingen |
| Hoekhuis met gevel onder latere punttop en houten pui | Gebouw                    | 17e eeuw (huis) eerste helft 19e eeuw (pui) |                               | Nes 102                                                                 | 52° 22' 12" NB, 4° 53' 36" OL | 3737   | Hoekhuis met gevel onder latere punttop en houten pui |
| Pand met halsgevel | Gebouw                    | eerste helft 18e eeuw                       |                               | Pieter Jacobszdwarsstraat 15                                            | 52° 22' 19" NB, 4° 53' 41" OL | 4095   | Upload foto |
| Pand met klokgevel | Gebouw                    | derde kwart 18e eeuw                        |                               | Pieter Jacobszdwarsstraat 17                                            | 52° 22' 19" NB, 4° 53' 40" OL | 4096   | Pand met klokgevel |
| Pand met halsgevel | Werk-woonhuis             | eerste helft 18e eeuw                       |                               | Pieter Jacobszstraat 13                                                 | 52° 22' 18" NB, 4° 53' 40" OL | 4097   | Meer afbeeldingen |
| Pakhuis met boven de 19e-eeuwse pui na 1930 in traditionele trant vernieuwde gevel | Gebouw                    | 18e/19e eeuw                                |                               | Pieter Jacobszstraat 19                                                 | 52° 22' 18" NB, 4° 53' 41" OL | 4098   | Pakhuis met boven de 19e-eeuwse pui na 1930 in traditionele trant vernieuwde gevel |
| Pand met klokgevel | Gebouw                    | derde kwart 19e eeuw                        |                               | Pieter Jacobszstraat 25                                                 | 52° 22' 18" NB, 4° 53' 42" OL | 4099   | Meer afbeeldingen |
| Pand met halsgevel | Gebouw                    | 1737                                        |                               | Pieter Jacobszstraat 22                                                 | 52° 22' 18" NB, 4° 53' 40" OL | 4100   | Meer afbeeldingen |
| Pand met klokgevel | Gebouw                    | derde kwart 18e eeuw                        |                               | Pieter Jacobszstraat 24                                                 | 52° 22' 18" NB, 4° 53' 40" OL | 4101   | Meer afbeeldingen |
| Pand met klokgevel | Gebouw                    | 18e eeuw                                    |                               | Pijlsteeg 39                                                            | 52° 22' 20" NB, 4° 53' 44" OL | 4743   | Upload foto |
| Pand met klokgevel onder rollagen en houten afdeklijst (begin | Gebouw                    | 18e/19e eeuw                                |                               | Pijlsteeg 43                                                            | 52° 22' 20" NB, 4° 53' 44" OL | 4744   | Upload foto |
| Pand met klokgevel onder rollagen en houten afdeklijst (begin | Gebouw                    | 18e/19e eeuw                                |                               | Pijlsteeg 47                                                            | 52° 22' 20" NB, 4° 53' 44" OL | 4745   | Upload foto |
| Pand met klokgevel met houten pui en winkelinterieur | Gebouw                    | 1689                                        |                               | Pijlsteeg 31                                                            | 52° 22' 20" NB, 4° 53' 43" OL | 4746   | Meer afbeeldingen |
| Achterste deel van het pand Dam 11 | Gebouw                    |                                             |                               | Pijlsteeg 12                                                            | 52° 22' 21" NB, 4° 53' 40" OL | 4747   | Upload foto |
| St. Pieters- of Grote Vleeshal | Gebouw                    | 1779                                        |                               | Sint Pietershalsteeg 3                                                  | 52° 22' 17" NB, 4° 53' 38" OL | 6150   | Meer afbeeldingen |
| Van zijn dak en gevelbekroning beroofd huis | Gebouw                    | 18e eeuw                                    |                               | Sint Pieterspoortsteeg 5                                                | 52° 22' 17" NB, 4° 53' 38" OL | 5494   | Upload foto |
| Oudemanhuispoort | Werk-woonhuis             | 16e eeuw                                    |                               | Oudemanhuispoort 1A                                                     | 52° 22' 10" NB, 4° 53' 43" OL | 74     | Meer afbeeldingen |
| Huis waarvan de gevel in de 19e eeuw door een rechte lijst is afgesloten | Gebouw                    | 18e/19e eeuw                                |                               | Nieuwe Doelenstraat 1                                                   | 52° 22' 4" NB, 4° 53' 39" OL  | 899    | Meer afbeeldingen |
| Pand, vanwege de zandstenen onderdelen van de gevelhals | Gebouw                    | derde kwart 18e eeuw                        |                               | Nieuwe Doelenstraat 3                                                   | 52° 22' 4" NB, 4° 53' 40" OL  | 900    | Pand, vanwege de zandstenen onderdelen van de gevelhals |
| Hotel de l'Europe | Horeca                    | 1895-1896                                   |                               | Nieuwe Doelenstraat 2                                                   | 52° 22' 3" NB, 4° 53' 40" OL  | 518434 | Meer afbeeldingen |
| Pand met voorgevel: vier assen brede zandstenen gevel onder houten triglyfenlijst | Winkel                    |                                             |                               | Nieuwe Doelenstraat 10                                                  | 52° 22' 4" NB, 4° 53' 41" OL  | 901    | Meer afbeeldingen |
| Kantoorgebouw in Neo-Renaissance stijl | Handel en kantoor         | 1889-1890                                   | Frans Poggenbeek              | Nieuwe Doelenstraat 12                                                  | 52° 22' 4" NB, 4° 53' 42" OL  | 518440 | Meer afbeeldingen |
| Twee huizen achter brede gevel | Gebouw                    | 18e eeuw                                    |                               | Nieuwe Doelenstraat 16                                                  | 52° 22' 4" NB, 4° 53' 42" OL  | 902    | Meer afbeeldingen |
| Pand met vier assen brede gevel onder rechte lijst | Gebouw                    |                                             |                               | Nieuwe Doelenstraat 18                                                  | 52° 22' 5" NB, 4° 53' 43" OL  | 903    | Meer afbeeldingen |
| Achtervleugel aan de Amstel | Gebouw                    | laatste kwart 18e eeuw                      |                               | Nieuwe Doelenstraat 20                                                  | 52° 22' 5" NB, 4° 53' 43" OL  | 904    | Meer afbeeldingen |
| Doelen Hotel | Horeca                    | 1882-1883                                   |                               | Nieuwe Doelenstraat 24                                                  | 52° 22' 5" NB, 4° 53' 45" OL  | 518441 | Meer afbeeldingen |
| Tweede Chirurgische Kliniek | Gezondheidszorg           | 1897-1901                                   |                               | Vendelstraat 2                                                          | 52° 22' 6" NB, 4° 53' 42" OL  | 518308 | Tweede Chirurgische Kliniek |
| Oudemanhuispoort | Gebouw                    |                                             |                               | Oudemanhuispoort                                                        | 52° 22' 7" NB, 4° 53' 42" OL  | 4008   | Meer afbeeldingen |
| Huisje onder rechte lijsten plat dak met steile schilden | Gebouw                    | tweede helft 19e eeuw                       |                               | Oudemanhuispoort 1                                                      | 52° 22' 10" NB, 4° 53' 44" OL | 4009   | Huisje onder rechte lijsten plat dak met steile schilden |
| Huisje met latere gevel onder puntvormige top | Gebouw                    |                                             |                               | Oudemanhuispoort 3                                                      | 52° 22' 10" NB, 4° 53' 44" OL | 4010   | Huisje met latere gevel onder puntvormige top |
| Huisje onder rechte lijst en gebroken dak | Gebouw                    |                                             |                               | Oudemanhuispoort 2                                                      | 52° 22' 10" NB, 4° 53' 44" OL | 4011   | Upload foto |
| Oudemannenhuis | Gebouw                    |                                             |                               | Oudemanhuispoort 4                                                      | 52° 22' 10" NB, 4° 53' 46" OL | 4012   | Meer afbeeldingen |
| Kantoorgebouw in Traditionalistische stijl | Handel en kantoor         | 1913-1914                                   | J.W. Hanrath                  | Raamgracht 4                                                            | 52° 22' 11" NB, 4° 53' 53" OL | 518415 | Meer afbeeldingen |
| Pand met twee huizen achter gemeenschappelijke gevel | Kerk en kerkonderdeel     | tweede helft 17e eeuw                       |                               | Raamgracht 6                                                            | 52° 22' 11" NB, 4° 53' 55" OL | 488338 | Meer afbeeldingen |
| Pand met gevel onder gesneden rechte lijst | Gebouw                    |                                             |                               | Raamgracht 10                                                           | 52° 22' 11" NB, 4° 53' 55" OL | 4765   | Meer afbeeldingen |
| Pand met klokgevel | Gebouw                    |                                             |                               | Raamgracht 12                                                           | 52° 22' 11" NB, 4° 53' 55" OL | 4766   | Meer afbeeldingen |
| Hoekhuis met gevel onder rechte lijst | Gebouw                    |                                             |                               | Rusland 1                                                               | 52° 22' 13" NB, 4° 53' 46" OL | 5126   | Hoekhuis met gevel onder rechte lijst |
| Pand met 18e-eeuwse gevel onder 19e-eeuwse rechte lijst | Gebouw                    |                                             |                               | Rusland 3                                                               | 52° 22' 13" NB, 4° 53' 46" OL | 5127   | Pand met 18e-eeuwse gevel onder 19e-eeuwse rechte lijst |
| Pand met halsgevel | Gebouw                    |                                             |                               | Rusland 11                                                              | 52° 22' 13" NB, 4° 53' 47" OL | 5128   | Meer afbeeldingen |
| Pand met halsgevel | Gebouw                    |                                             |                               | Rusland 13                                                              | 52° 22' 13" NB, 4° 53' 48" OL | 5129   | Meer afbeeldingen |
| Pand met gevel onder rechte triglyfenlijst met consoles, met gesneden pui, deur en snijraam | Gebouw                    |                                             |                               | Rusland 19                                                              | 52° 22' 12" NB, 4° 53' 48" OL | 5130   | Meer afbeeldingen |
| Pand met gevel onder rijk gesneden lijst met dakkapel | Gebouw                    |                                             |                               | Rusland 21                                                              | 52° 22' 12" NB, 4° 53' 49" OL | 5131   | Meer afbeeldingen |
| Pand met gevel onder rechte lijst | Gebouw                    |                                             |                               | Rusland 25                                                              | 52° 22' 12" NB, 4° 53' 49" OL | 5132   | Meer afbeeldingen |
| Pand met gevel onder rechte lijst met dakkapel | Gebouw                    |                                             |                               | Rusland 27                                                              | 52° 22' 12" NB, 4° 53' 50" OL | 5133   | Meer afbeeldingen |
| Pand met gevel onder rechte lijst met triglyfen en consoles, waarop een dakkapel | Gebouw                    |                                             |                               | Rusland 29                                                              | 52° 22' 12" NB, 4° 53' 50" OL | 5134   | Meer afbeeldingen |
| Achtster deel van Oudezijdse Achterburgwal 201 | Gebouw                    |                                             |                               | Rusland 2                                                               | 52° 22' 12" NB, 4° 53' 45" OL | 5135   | Meer afbeeldingen |
| Monumentaal hoekpand met achterhuis | Gebouw                    |                                             |                               | Rusland 2A-K                                                            | 52° 22' 12" NB, 4° 53' 45" OL | 65     | Meer afbeeldingen |
| Twee smalle huizen onder een dak met klokgevel onder rollagen en fronton | Gebouw                    |                                             |                               | Rusland 10                                                              | 52° 22' 12" NB, 4° 53' 46" OL | 5136   | Upload foto |
| Pand met gevel onder klokvormige top met rollagen | Gebouw                    |                                             |                               | Rusland 20                                                              | 52° 22' 12" NB, 4° 53' 47" OL | 5137   | Meer afbeeldingen |
| Pand met klokgevel | Gebouw                    |                                             |                               | Rusland 22                                                              | 52° 22' 12" NB, 4° 53' 47" OL | 5138   | Meer afbeeldingen |
| Administratiegebouw | Handel en kantoor         | 1913-1914                                   |                               | Binnengasthuisstraat 9                                                  | 52° 22' 9" NB, 4° 53' 44" OL  | 518310 | Meer afbeeldingen |
| Aluminiumbrug Brug 222 | Brug                      | 1896                                        |                               | Nieuwe Doelenstraat/brgnr 222                                           | 52° 22' 6" NB, 4° 53' 47" OL  | 518399 | Meer afbeeldingen |
| Universiteitsgebouw | Onderwijs en wetenschap   | 1925-1927                                   |                               | Oudemanhuispoort 4                                                      | 52° 22' 10" NB, 4° 53' 46" OL | 518456 | Meer afbeeldingen |
| Vormt het achterste deel | Gebouw                    |                                             |                               | Sint Agnietenstraat 2                                                   | 52° 22' 13" NB, 4° 53' 43" OL | 5421   | Upload foto |
| Pand met gevel onder rechte lijst | Gebouw                    |                                             |                               | Staalkade 2                                                             | 52° 22' 4" NB, 4° 53' 51" OL  | 5662   | Pand met gevel onder rechte lijst |
| Laag pakhuis met puntgevel met vlechtingen | Gebouw                    |                                             |                               | Staalkade 3                                                             | 52° 22' 4" NB, 4° 53' 52" OL  | 5663   | Laag pakhuis met puntgevel met vlechtingen |
| Huis | Gebouw                    |                                             |                               | Staalkade 4                                                             | 52° 22' 4" NB, 4° 53' 52" OL  | 5664   | Huis |
| Pand met gevel onder rechte lijst | Gebouw                    |                                             |                               | Staalkade 5                                                             | 52° 22' 4" NB, 4° 53' 52" OL  | 5665   | Pand met gevel onder rechte lijst |
| Pand met klokgevel onder rollagen | Gebouw                    |                                             |                               | Staalkade 6                                                             | 52° 22' 4" NB, 4° 53' 53" OL  | 5666   | Pand met klokgevel onder rollagen |
| Hoekhuis met gepleisterde gevels, onder schilddak | Gebouw                    |                                             |                               | Staalkade 7                                                             | 52° 22' 4" NB, 4° 53' 53" OL  | 5667   | Meer afbeeldingen |
| Pand met gevel | Gebouw                    |                                             |                               | Staalstraat 1                                                           | 52° 22' 6" NB, 4° 53' 49" OL  | 5668   | Meer afbeeldingen |
| Pand met gevel, met ontlastingsboog van geslepen rode steentjes en ovaal venstertje in de top, die sinds derde kwart 18e eeuw klokvormig beëindigd is                                                | Gebouw                    |                                             |                               | Staalstraat 3A,3B,3C                                                    | 52° 22' 6" NB, 4° 53' 49" OL  | 5669   | Meer afbeeldingen |
| Huisje met halsgevel | Gebouw                    |                                             |                               | Staalstraat 5                                                           | 52° 22' 6" NB, 4° 53' 49" OL  | 5670   | Meer afbeeldingen |
| Pand met halsgevel | Gebouw                    |                                             |                               | Staalstraat 7                                                           | 52° 22' 6" NB, 4° 53' 49" OL  | 5671   | Meer afbeeldingen |
| Saaihal, thans deel uitmakend van het grotere gebouw nr 7a | Handel en kantoor         |                                             |                               | Staalstraat 7A en 7B                                                    | 52° 22' 6" NB, 4° 53' 50" OL  | 5672   | Meer afbeeldingen |
| Hoekhuis waarvan de overgebouwde zijgevel versierd is met kleine boogblokjes | Gebouw                    |                                             |                               | Staalstraat 9                                                           | 52° 22' 6" NB, 4° 53' 51" OL  | 5673   | Meer afbeeldingen |
| Pand met gevel onder rechte lijst | Gebouw                    |                                             |                               | Staalstraat 6                                                           | 52° 22' 6" NB, 4° 53' 49" OL  | 5674   | Meer afbeeldingen |
| Pand met klokgevel, met houten pui | Gebouw                    |                                             |                               | Staalstraat 8A,8B,8C,8D                                                 | 52° 22' 6" NB, 4° 53' 49" OL  | 5675   | Meer afbeeldingen |
| Huis, vanwege de zandstenen onderdelen van de gevelhals | Gebouw                    |                                             |                               | Staalstraat 12                                                          | 52° 22' 6" NB, 4° 53' 50" OL  | 5676   | Meer afbeeldingen |
| Pand met klokgevel | Gebouw                    |                                             |                               | Staalstraat 16                                                          | 52° 22' 6" NB, 4° 53' 50" OL  | 5677   | Meer afbeeldingen |
| Huis met zandstenen afdekking van een klokvormige top | Gebouw                    |                                             |                               | Staalstraat 20                                                          | 52° 22' 6" NB, 4° 53' 50" OL  | 5678   | Meer afbeeldingen |
| Pand met klokgevel | Gebouw                    |                                             |                               | Staalstraat 28                                                          | 52° 22' 5" NB, 4° 53' 53" OL  | 5679   | Meer afbeeldingen |
| Binnengasthuis: Vrouwenverband | Gezondheidszorg           | 1874-1877                                   |                               | Turfdraagsterpad 15-17                                                  | 52° 22' 6" NB, 4° 53' 37" OL  | 518303 | Meer afbeeldingen |
| Binnengasthuis: Kraamvrouwenkliniek | Gezondheidszorg           | 1868-1870                                   | A.N. Godefroy                 | Oude Turfmarkt 125 en Turfdraagsterpad 1 en 9                           | 52° 22' 6" NB, 4° 53' 37" OL  | 518302 | Meer afbeeldingen |
| Hoofdgebouw van De Nederlandsche Bank | Handel en kantoor         | 1865-1869                                   |                               | Oude Turfmarkt 127 en 129                                               | 52° 22' 6" NB, 4° 53' 36" OL  | 5780   | Meer afbeeldingen |
| Rechts van en thans deel uitmakend van 127-129 | Gebouw                    | eerste helft 19e eeuw                       |                               | Oude Turfmarkt bij 127 en 129                                           | 52° 22' 8" NB, 4° 53' 35" OL  | 5781   | Meer afbeeldingen |
| Sint Bernardus | Gezondheidszorg           | 1882-1884                                   |                               | Oude Turfmarkt 139                                                      | 52° 22' 5" NB, 4° 53' 37" OL  | 5782   | Meer afbeeldingen |
| Pakhuis met klokgevel | Gebouw                    | begin derde kwart 19e eeuw                  |                               | Oude Turfmarkt 141                                                      | 52° 22' 5" NB, 4° 53' 38" OL  | 5783   | Meer afbeeldingen |
| Pand met halsgevel | Gebouw                    | tweede kwart 18e eeuw                       |                               | Oude Turfmarkt 143                                                      | 52° 22' 5" NB, 4° 53' 38" OL  | 5784   | Meer afbeeldingen |
| Pand met pilaster-halsgevel | Gebouw                    | 1643                                        |                               | Oude Turfmarkt 145                                                      | 52° 22' 5" NB, 4° 53' 38" OL  | 5785   | Meer afbeeldingen |
| Huis met neo-renaissancegevel | Handel en kantoor         | 1643                                        |                               | Oude Turfmarkt 147                                                      | 52° 22' 4" NB, 4° 53' 38" OL  | 5786   | Meer afbeeldingen |
| Pand met gevel onder rechte triglyfenlijst met consoles | Gebouw                    | laatste kwart 18e eeuw                      |                               | Oude Turfmarkt 149                                                      | 52° 22' 4" NB, 4° 53' 38" OL  | 5787   | Pand met gevel onder rechte triglyfenlijst met consoles |
| Pand met vierraamsgevel onder triglyfenlijst met consoles en uitschuifbare hijsbalk | Gebouw                    | laatste kwart 18e eeuw                      |                               | Oude Turfmarkt 151                                                      | 52° 22' 4" NB, 4° 53' 39" OL  | 5788   | Meer afbeeldingen |